# Markus Svensson
Markus Svensson (ur. 9 lipca 1984 w Kalmarze) – szwedzki hokeista występujący na pozycji bramkarza w Färjestad BK z Svenska hockeyligan (SHL).

## Kariera
Wychowanek Kalmar HC. W 2001 przeniósł się do zespołu IK Oskarshamn, w barwach którego zadebiutował w drugiej lidze szwedzkiej, HockeyAllsvenskan. W latach 2004-06 występował w Mariestad BoIS HC z Division 1 (trzecia klasa rozgrywkowa w Szwecji). W 2006 wrócił do IK Oskarshamn gdzie był podstawowym zawodnikiem w zespole. w 2008 podpisał kontrakt z Malmö Redhawks. W 2011 w barwach AIK zadebiutował w Elitserien, najwyższej klasie rozgrywkowej w Szwecji, by po krótkim czasie ponownie zostać wypożyczonym do IK Oskarshamn. W 2012 przeniósł się do zespołu Skellefteå AIK, z którym dwukrotnie zdobył mistrzostwo kraju. W 2016 otrzymał Trofeum Honkena dla najlepszego bramkarza sezonu w lidze. W maju 2016 podpisał kontrakt ze Spartakiem Moskwa. W maju 2018 podpisał dwuletni kontrakt z Färjestad BK.
Otrzymał powołanie do reprezentacji Szwecji na mistrzostwa świata 2015, jednak nie wystąpił w żadnym ze spotkań.

## Statystyki

### Sezon zasadniczy i play-off
| 2011–12   | AIK Ishockey   | Elit      | 11  | —  | —  | 530  | 29  | 1  | 3.28 | .898 | 1  | —  | —  | 12   | —  | — | —    | 1.000 |   |
| 2012–13   | Skellefteå AIK | Elit      | 27  | 17 | 8  | 1587 | 54  | 3  | 2.04 | .920 | 3  | 2  | 1  | 195  | 6  | 1 | 1.84 | .941  |   |
| 2013–14   | Skellefteå AIK | SHL       | 34  | 20 | 13 | 1906 | 65  | 5  | 2.05 | .919 | 14 | 12 | 2  | 871  | 20 | 3 | 1.38 | .943  |   |
| 2014–15   | Skellefteå AIK | SHL       | 30  | 21 | 8  | 1795 | 56  | 3  | 1.87 | .920 | 15 | 10 | 5  | 932  | 29 | 1 | 1.87 | .919  |   |
| 2015–16   | Skellefteå AIK | SHL       | 36  | 25 | 11 | 2148 | 66  | 7  | 1.84 | .922 | 12 | 8  | 3  | 725  | 23 | 3 | 1.90 | 0.914 |   |
| 2016–17   | Spartak Moskwa | KHL       | 41  | 10 | 24 | 2128 | 107 | 3  | 3.02 | .898 | —  | —  | —  | —    | —  | — | —    | —     |   |
| 2017–18   | Spartak Moskwa | KHL       | 20  | 7  | 7  | 895  | 44  | 0  | 2.95 | .903 | —  | —  | —  | —    | —  | — | —    | —     |   |
| 2018–19   | Färjestad BK   | SHL       | —   | —  | —  | —    | —   | —  | —    | —    | —  | —  | —  | —    | —  | — | —    | —     |   |
| SHL razem | SHL razem      | SHL razem | 138 | 83 | 40 | 7966 | 270 | 19 | 2.03 | .918 | 45 | 32 | 11 | 2735 | 78 | 8 | 1.71 | .928  | — |
| KHL razem | KHL razem      | KHL razem | 61  | 17 | 31 | 3023 | 151 | 3  | 3.00 | .900 | —  | —  | —  | —    | —  | — | —    | —     |   |